# 中华基督教会同道堂
36°04′09.6″N 120°19′31.8″E / 36.069333°N 120.325500°E

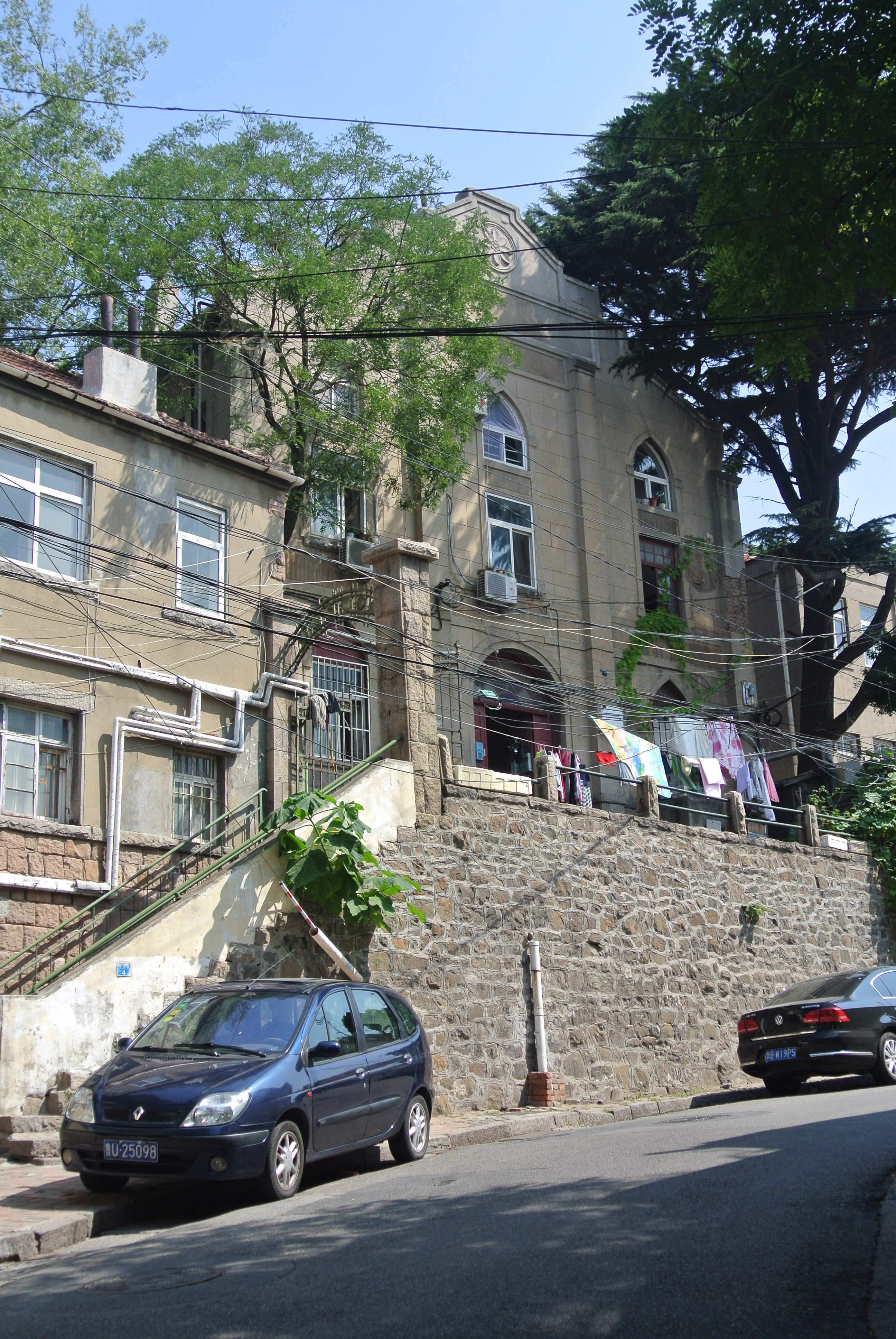
中华基督教会同道堂旧址

中华基督教会同道堂旧址位于中国山东省青岛市市南区伏龙路4号，是原属于中华基督教会的一座教堂建筑。该教堂始建于1936年，由王德润牧师负责筹建，建筑师刘铨法设计，于1937年6月竣工，是青岛第一座由中国信徒筹资兴建的教堂。1950年代该堂停止宗教活动，现为民居。2006年列入青岛市第二批历史优秀建筑。2012年11月6日列入市南区未核定为文物保护单位的不可移动文物（一般不可移动文物）名录。